# Tre donne per uno scapolo
Tre donne per uno scapolo (Dear Heart) è un film del 1964, diretto dal regista Delbert Mann.

## Trama
Harry Mork, un commerciante di biglietti augurali, si trova in un albergo durante un raduno di direttori di uffici postali e conosce la simpatica Evie Jackson. I due si sentono attratti l'uno dall'altra, ma una sera Harry le confida di stare per sposare Phyllis, una vedova che ha un figlio diciottenne, Patrick. L'ingenua Evie crede che l'uomo del quale si è profondamente innamorata la stia prendendo in giro, ma una sera Phyllis giunge dal suo paese decisa a cambiare vita e a sposare Harry, corteggiato anche dalla giovane receptionist del suo albergo. Lo scapolo dovrà quindi scegliere una delle sue tre donne.